# Gaudoux
Gaudoux est une ancienne commune du Gers. En 1821, elle est rattachée à la commune de Preignan. Aujourd'hui, un lieu-dit subsiste.

## Géographie

### Localisation
Gaudoux se situe en Gascogne, dans le pays d'Auch, au sein de la commune de Preignan.

### Voies de communication et de transports
Gaudoux est desservie par un chemin vicinal.

## Histoire
En 1801, la commune passa du canton de Puycasquier au canton d'Auch-Nord. En 1821, Gaudoux est fusionnée au sein de la commune de Preignan. En 1973, Preignan est transférée au canton d'Auch-Nord-Ouest. En 2014, cette dernière est transférée au canton de la Gascogne-Auscitaine.

## Population et société

### Démographie
| 1793 | 1800 | 1806 | 1821 |
| ---- | ---- | ---- | ---- |
| 158  | 149  | 143  | 149  |